# Encéphalocèle
 Mise en garde médicale
L'encéphalocèle est une hernie du cerveau hors de la boîte crânienne.
Il peut s'agir d'une forme congénitale, par exemple le spina bifida, ou acquise par une blessure crânienne ou bien à la suite d'une complication d'une neurochirurgie entraînant une perte de substance osseuse.

## Signes et symptômes
Les encéphalocèles sont souvent accompagnés d'anomalies craniofaciales ou d'autres malformations du cerveau : hydrocéphalie (liquide cérébrospinal anormalement accumulé dans le cerveau), quadriplégie spastique (paralysie des membres), microcéphalie (tête anormalement petite), ataxie (mouvements musculaires non coordonnés), retard de développement, troubles de la vision, retard mental et de croissance, et crises d'épilepsie.

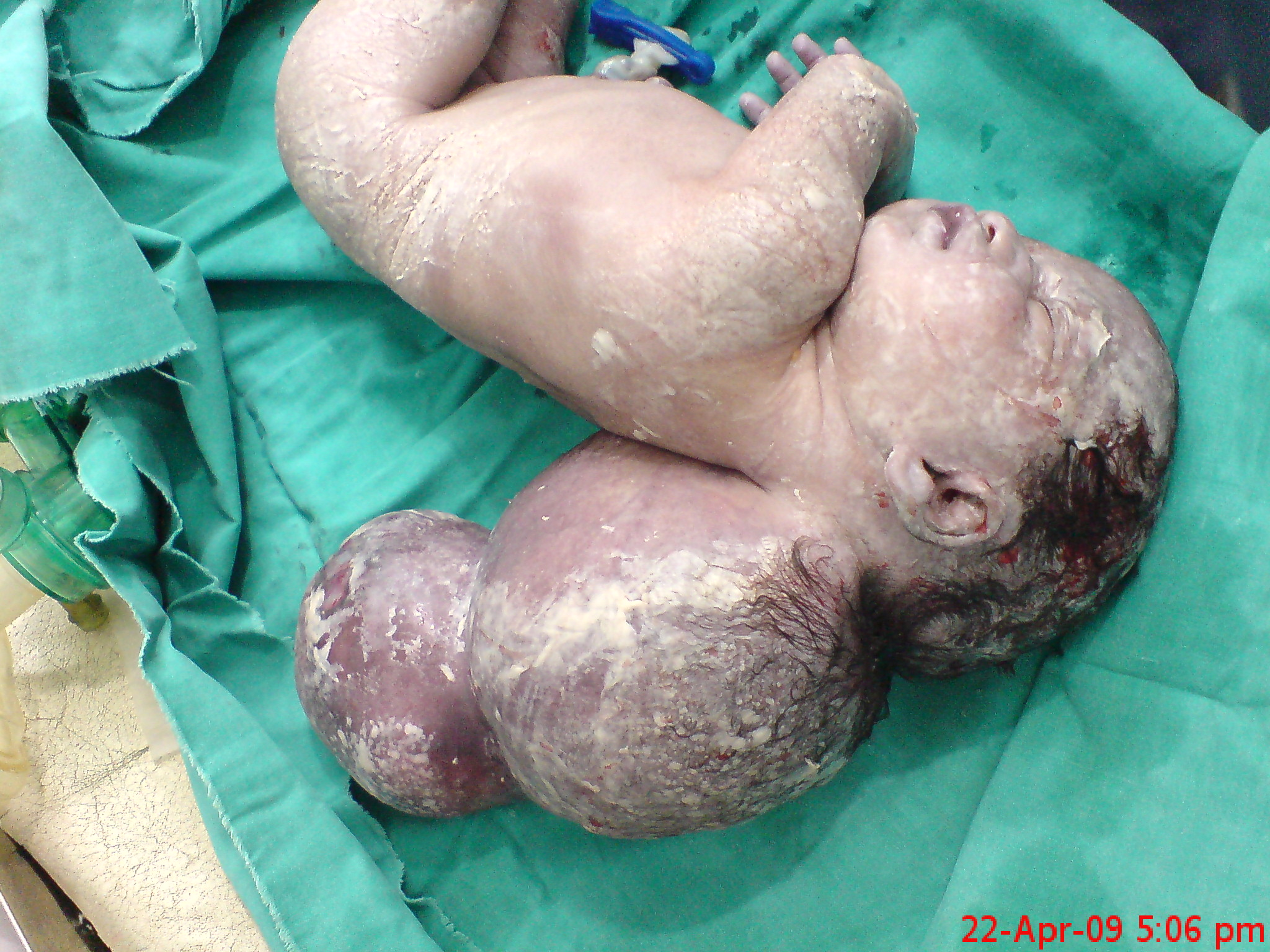
Un nouveau-né avec une grosse encéphalocèle.
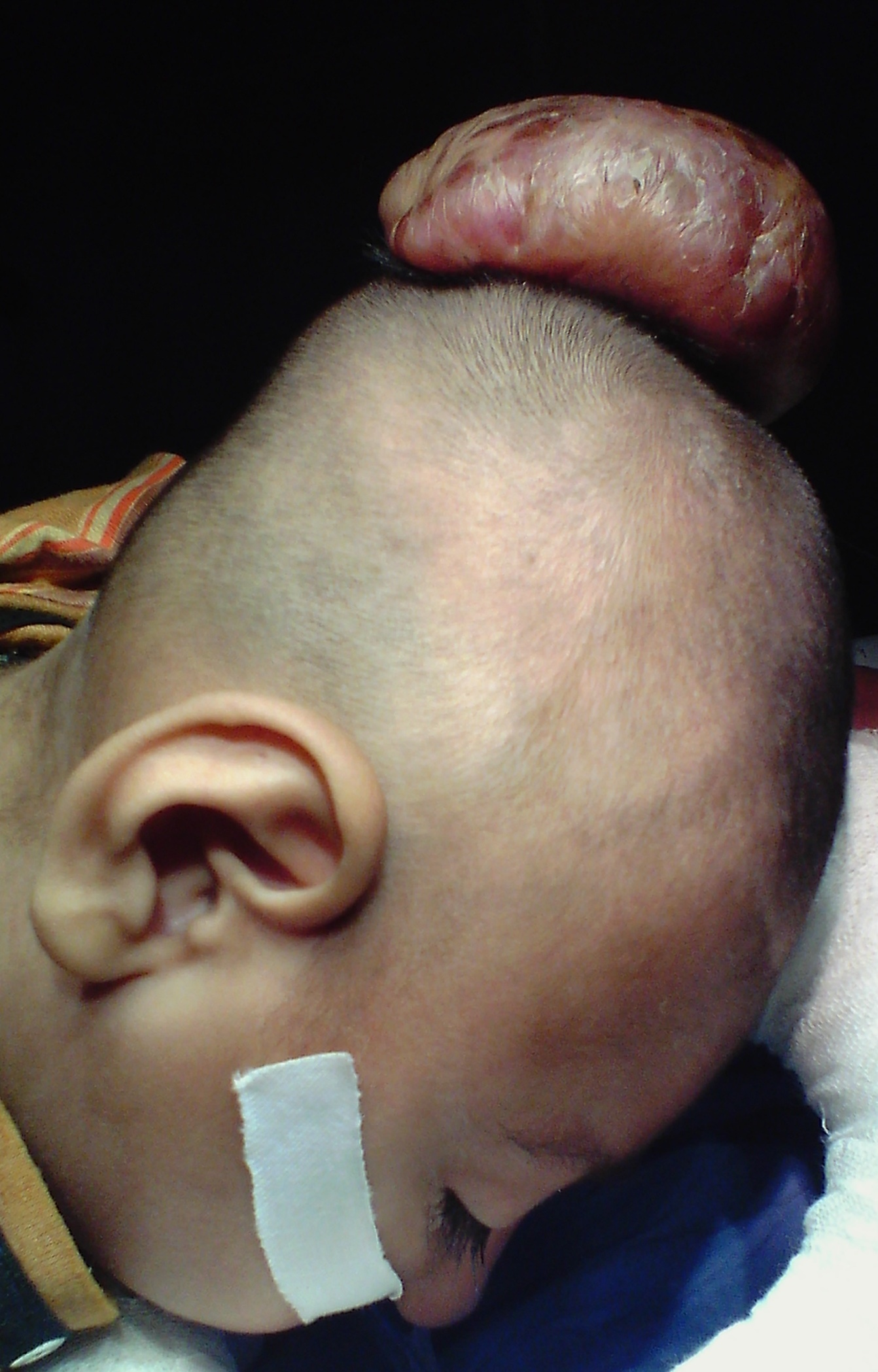
Encephalocèle sur la tête d'un enfant de deux ans.
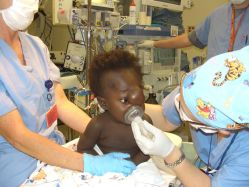
Bébé avec une encéphalocèle.
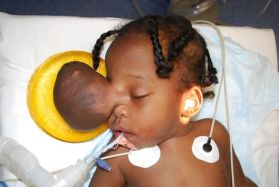
Encephalocèle.
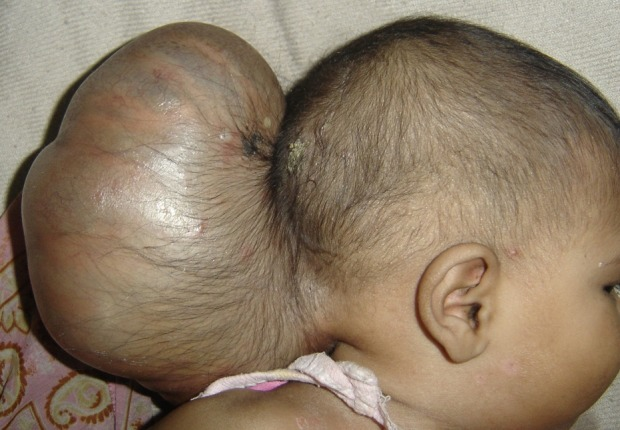
Nouveau-né avec encéphalocèle

Les encéphalocèles présentent des similarités avec le spina bifida et à l'anencéphalie.

## Causes
Bien que les causes exactes soient inconnues, les encéphalocèles résultent de l'incapacité du tube neural à se fermer complètement pendant le développement du fœtus. Des recherches ont indiqué que les tératogènes (substances connues pour provoquer des anomalies congénitales), le bleu de trypan (une teinture utilisée pour colorer en bleu les tissus) et l'arsenic peuvent endommager le fœtus en développement et provoquer des encéphalocèles [citation nécessaire].
Il existe également des formes génétiques.
Il a été démontré que des niveaux appropriés d'acide folique aident à prévenir de tels défauts lorsqu'ils sont pris avant la grossesse et au début de la grossesse.

## Traitement
Actuellement, le seul traitement efficace contre les encéphalocèles est la chirurgie réparatrice, généralement pratiquée pendant la petite enfance. Le succès de la chirurgie dépend de l'emplacement et de la taille des encéphalocèles. Toutefois, les grosses protubérances peuvent être généralement enlevées sans causer de handicap majeur. La chirurgie repositionne la zone bombée dans le crâne, enlève les protubérances et corrige les difformités, en soulageant généralement la pression qui peut entraver le développement normal du cerveau. Des drains peuvent être placées pour évacuer l'excès de liquide cérébrospinal du cerveau.
Les objectifs du traitement sont notamment les suivants :
- la fermeture des défauts cutanés ouverts pour prévenir l'infection et la dessiccation du tissu cérébral
- l'ablation du tissu cérébral extracrânien non fonctionnel avec fermeture étanche de la dure-mère
- la reconstruction craniofaciale totale en s'attachant particulièrement à éviter la déformation d'un long nez (allongement nasal qui résulte de la dépression de la plaque cribiforme et du placode nasal). Sans une gestion adéquate, la déformation du long nez peut être plus évidente après la réparation[4].

### Prognostique
Les chances de guérison sont difficiles à évaluer avant l'opération et dépendent du type de tissu cérébral concerné et de l'emplacement des encéphalocèles. Si l'opération est réussie et qu'il n'y a pas eu de retard de développement, le patient peut se développer normalement. En cas de dommages neurologiques et de développement, les spécialistes s'efforceront de réduire au minimum les handicaps mentaux et physiques.
En général, lorsque le renflement est constitué principalement de liquide cérébrospinal, une guérison complète peut se produire. Lorsqu'une grande quantité de tissu cérébral est présente dans les encéphalocèles, le risque de complication périopératoire est plus élevé.